# Оне-сюр-Одон
Оне-сюр-Одо́н (фр. Aunay-sur-Odon) — коммуна во Франции, находится в регионе Нижняя Нормандия. Департамент коммуны — Кальвадос. Входит в состав кантона Оне-сюр-Одон. Округ коммуны — Вир.
Код INSEE коммуны — 14027.

## Население
Население коммуны на 2010 год составляло 3099 человек.
| 1962 | 1968 | 1975 | 1982 | 1990 | 1999 | 2010 |
| ---- | ---- | ---- | ---- | ---- | ---- | ---- |
| 3154 | 3117 | 2905 | 3035 | 2878 | 2902 | 3099 |

## Экономика
В 2010 году среди 1939 человек трудоспособного возраста (15—64 лет) 1432 были экономически активными, 507 — неактивными (показатель активности — 73,9 %, в 1999 году было 72,3 %). Из 1432 активных жителей работали 1302 человека (734 мужчины и 568 женщин), безработных было 130 (48 мужчин и 82 женщины). Среди 507 неактивных 162 человека были учениками или студентами, 175 — пенсионерами, 170 были неактивными по другим причинам.